# Bisdom Le Puy-en-Velay

Het bisdom Le Puy-en-Velay

Het bisdom Le Puy-en-Velay (Latijn: Dioecesis Aniciensis, Frans: Diocèse du Puy-en-Velay) is een rooms-katholiek bisdom in Frankrijk met als bisschopszetel Le Puy-en-Velay. Het is suffragaan aan het aartsbisdom Clermont. Het bisdom is 4.977 km² groot en omvat het grondgebied van het departement Haute-Loire.
In 2021 telde het bisdom ongeveer 182.000 katholieken op een totale bevolking van 232.000 (78%). Het bisdom telde toen 101 diocesane priesters en 15 permanente diakens die 279 parochies bedienden.

## Geschiedenis

Het bisdom Le Puy in 1781

Het bisdom werd volgens de overlevering opgericht in de derde eeuw. Al in de vijfde eeuw was er een Mariaheiligdom in Le Puy. Bisschop Godescalc (950) promootte deze bedevaart. In de middeleeuwen werd Le Puy een populair bedevaartsoord. In de zestiende eeuw ontstond een belangrijke protestantse gemeenschap in het bisdom. In de zeventiende en achttiende eeuw werden deze protestanten vervolgd, onder andere door dragonnades. Tijdens de terreur na de Franse Revolutie werden verschillende religieuzen terechtgesteld in het bisdom. Het bisdom heeft het proces opgestart om 24 slachtoffers van de terreur zalig te laten verklaren. Het ging om priesters die weigerden de burgerlijke eed af te leggen, burgers die priesters hielpen onderduiken, en vrouwelijke religieuzen.
Op 6 oktober 1822 werd het bisdom Le Puy opnieuw opgericht. In zijn nieuwe vorm viel het bisdom samen met de grenzen van het departement Haute-Loire. Tot 2002 was het bisdom suffragaan aan het aartsbisdom Bourges. Daarna werd het suffragaan aan het aartsbisdom Clermont.
Vanaf de tweede helft van de twintigste eeuw kreeg het bisdom zoals de rest van Frankrijk te maken met de secularisatie. Het aantal roepingen daalde sterk. In 2019 telde het bisdom maar een seminarist. Van een priester per 455 katholieken in 1950 ging dit naar een priester per 1.674 katholieken in 2021. Toch werd er niet voor gekozen het aantal parochies te verminderen, maar om de parochies te groeperen in een dertigtal eenheden. Als landelijk bisdom kreeg het bisdom ook af te rekenen met de algemene problemen van landelijk Frankrijk: de leegloop van de dorpen waarbij vooral jongeren wegtrekken.

## Bisschoppen
(sinds 1486)

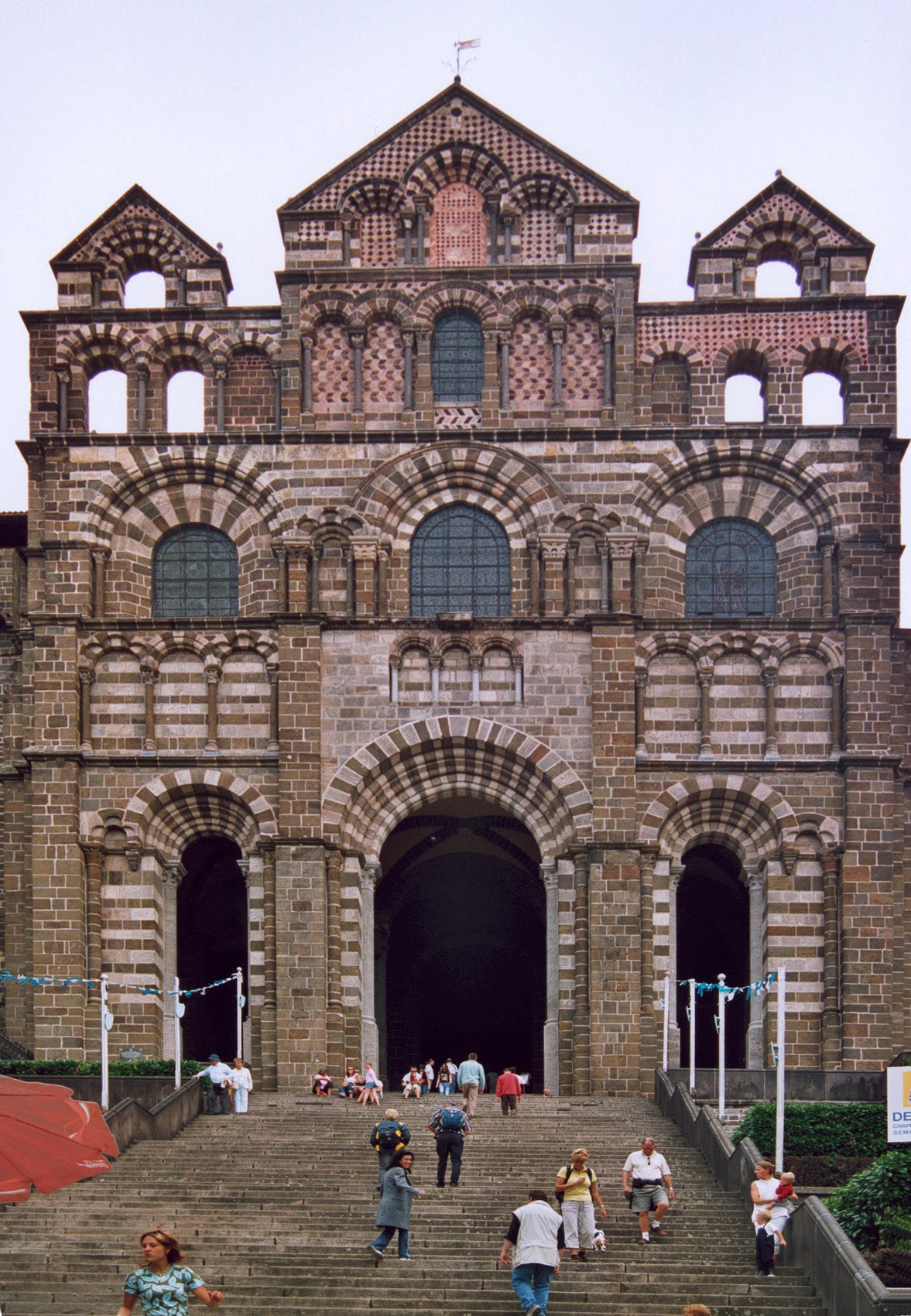
Notre-Damekathedraal van Le Puy-en-Velay

- Geoffroy de Melie de Pompadour (1486-1514)
- Antoine de Chabannes (1514-1525)
- Agostino Trivulzio (1525)
- François de Sarcus (1525-1557)
- Martin de Beaune (1557)
- Antoine de Saint Néctaire, O.S.B. (1561-1592)
- Jacques de Serres (1597-1621)
- Just de Serres, O.S.B. (1621-1641)
- Henri de Cauchon de Maupas (1643-1664)
- Armand de Béthune (1665-1703)
- Claude de la Roche-Aymon (1704-1720)
- Godefroid-Maurice de Conflans (1721-1725)
- François-Charles de Béringhen d’Armainvilliers (1726-1742)
- Jean-Georges Lefranc de Pompignan (1743-1774)
- Marie-Joseph de Galard de Terraube (1774-1804)
- Jean-Pierre de Gallien de Chabons (1817-1822)
- Louis-Jacques-Maurice de Bonald (1823-1840)
- Pierre-Marie-Joseph Darcimoles (1840-1847)
- Joseph-Auguste-Victorin Morlhon (1847-1862)
- Pierre-Marc Le Breton (1863-1886 )
- Marie-Joseph-Jean-Baptiste-André-Clément-Fulbert Petit (1887-1894)
- Constant-Ludovic-Marie Guillois (1894-1907)
- Thomas-François Boutry (1907-1925)
- Norbert-Georges-Pierre Rousseau (1925-1939)
- Joseph-Marie Martin (1940-1948)
- Joseph-Marie-Jean-Baptiste Chappe (1949-1960)
- Jean-Pierre-Georges Dozolme (1960-1978)
- Louis Cornet (1978-1987)
- Henri Brincard, C.R.S.A. (1988-2014)
- Luc Crepy, C.I.M. (2015-2021)
- Yves Baumgarten (2022-)

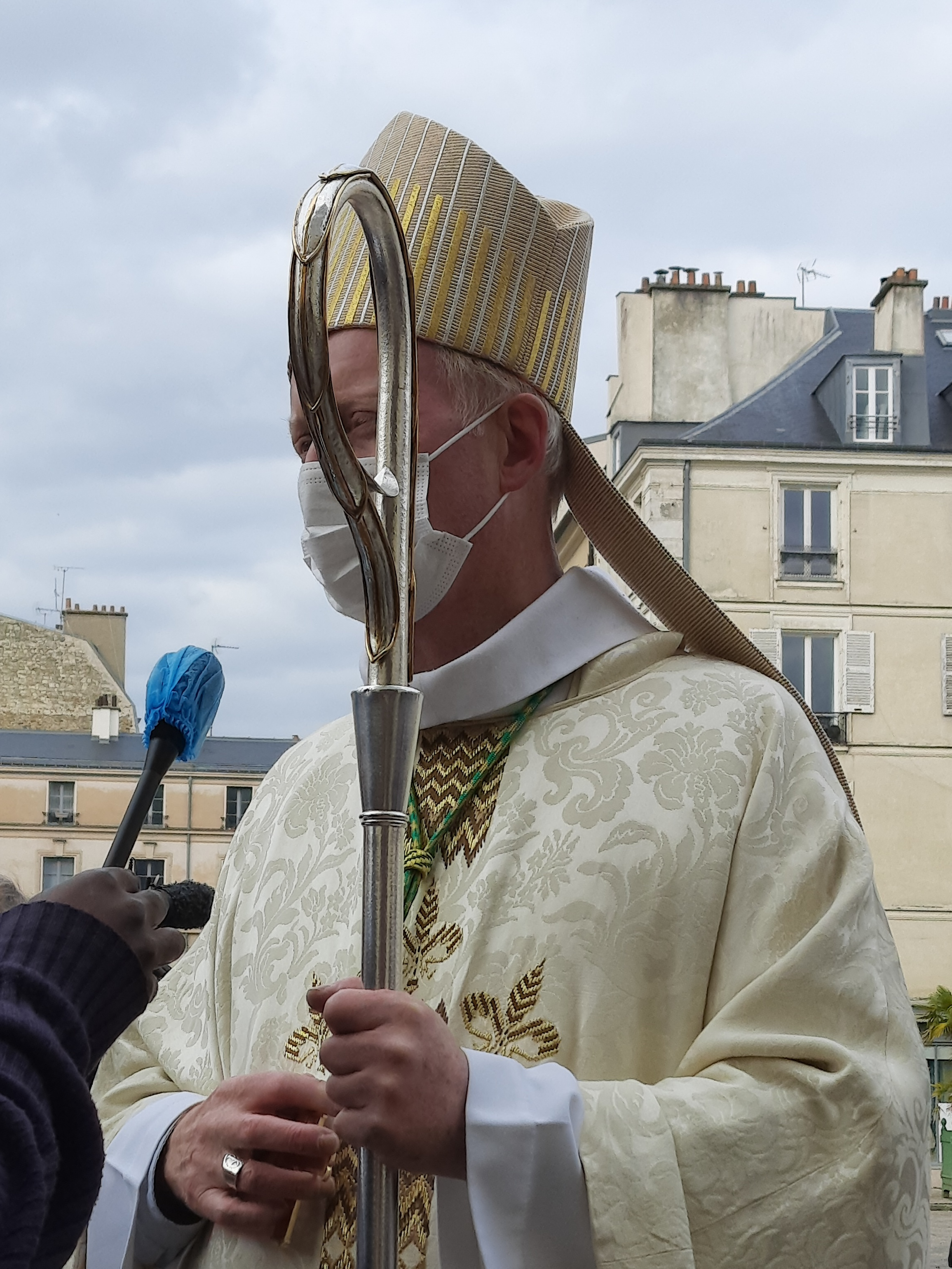
Luc Crepy
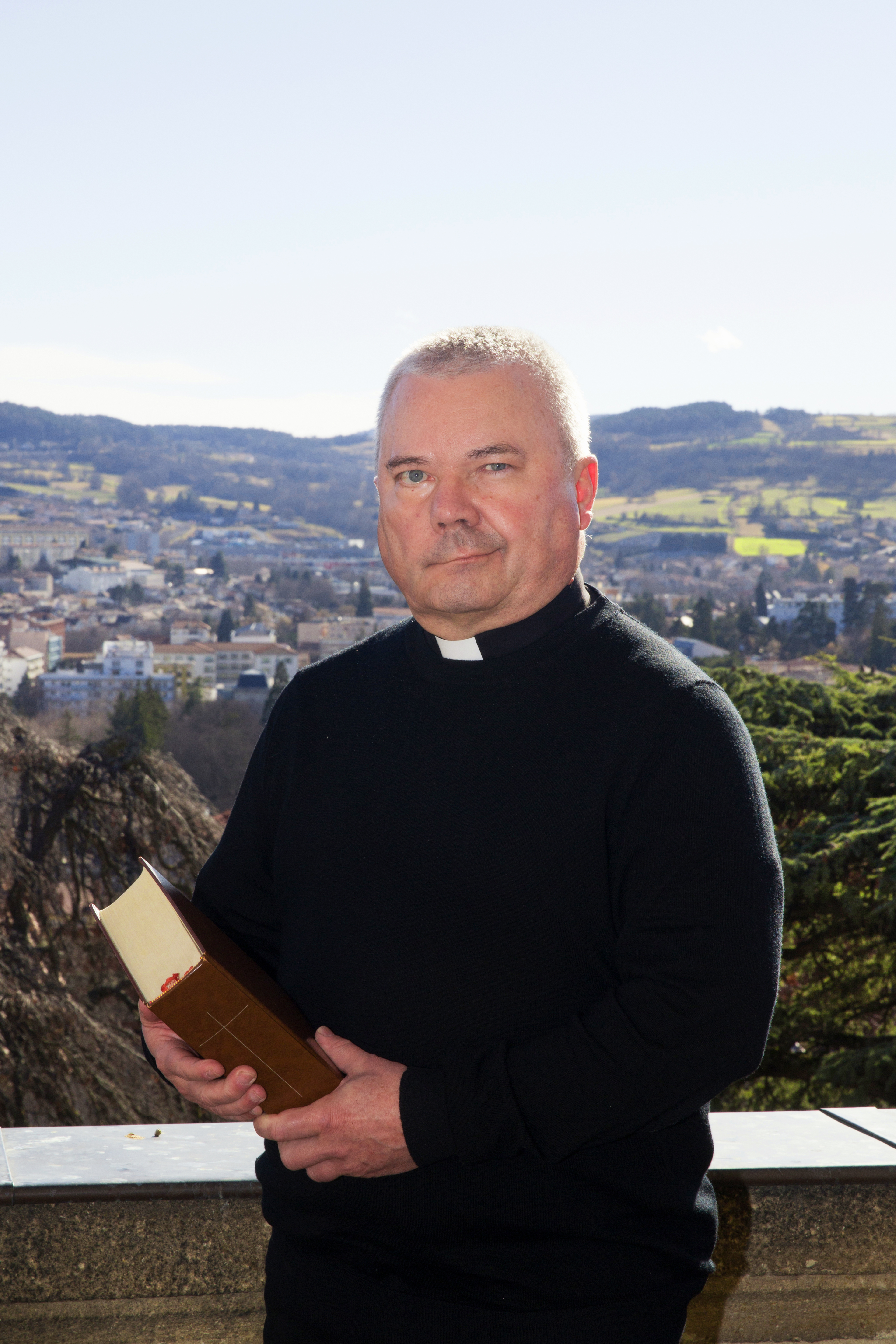
Yves Baumgarten